# Callygris junctilineata
Callygris junctilineata là một loài bướm đêm trong họ Geometridae.